# Moreirocarcinus
Moreirocarcinus is een geslacht van kreeftachtigen uit de klasse van de Malacostraca (hogere kreeftachtigen).

## Soorten
- Moreirocarcinus chacei (Pretzmann, 1968)
- Moreirocarcinus emarginata (H. Milne Edwards, 1853)
- Moreirocarcinus laevifrons (Moreira, 1901)